# The Bella Twins
The Bella Twins são uma antiga dupla de luta livre profissional americana que atuou na WWE e era formada pelas irmãs gêmeas idênticas Nikki Bella e Brie Bella. Ambas são ex-campeãs das Divas da WWE. Brie foi a primeira gêmea da WWE a conquistar o título, enquanto Nikki o conquistou duas vezes, sendo seu segundo reinado de 301 dias o mais longo para o título, agora extinto.
Antes de atuarem no plantel principal da WWE, as Bella Twins lutaram na Florida Championship Wrestling, onde foram treinadas por Tom Prichard, competindo principalmente na divisão de equipes. Brie fez a sua estreia no SmackDown em 29 de agosto de 2008; ela estreou primeiro como parte da persona de sua personagem, que desaparecia debaixo do ringue e retornava mais revigorada. Eventualmente foi revelado que ela trocava de lugar com sua irmã gêmea, Nikki, que ficava debaixo do ringue para ganhar vantagem. As duas então passaram a competir na divisão de duplas. Em novembro de 2008 seu deu início uma história onde Bella Twins desenvolveram um relacionamento com os The Colóns (Carlito e Primo). Elas mais tarde se envolveram em romances com John Morrison e The Miz no início de 2009 e Daniel Bryan em 2010. Em abril de 2011, Brie ganhou o WWE Divas Championship e Nikki também o conquistou um ano mais tarde, em abril de 2012. Poucos tempo depois, elas saíram da WWE, mas retornaram em março de 2013. No mesmo ano, elas começaram a participar do reality show Total Divas.

## Início de vida
Brianna e Nicole nasceram na cidade de  San Diego, Califórnia em 21 de novembro de 1983. Sua família é de ascendência mexicana e italiana. Durante a faculdade, começaram a trabalhar como modelos. Elas participaram da WWE Diva Search 2006, mas não se classificaram.

## Vida pessoal
Nicole começou a namorar o wrestler John Cena em 2012. O casal ficou noivo em 2 de abril de 2017, quando Cena propôs a ela depois de sua partida mista na WrestleMania 33. Em 15 de Abril de 2018, o casal anunciou a separação e cancelou o casamento planejado para 5 de maio de 2018. Atualmente está noiva com seu ex-parceiro de dança do programa Dancing with the Stars, Artem Chigvintsev, o casal declarou seu relacionamento oficial em julho de 2018. Nikki e Artem competiram na 25ª temporada do DWTS da ABC em 2017. Em 29 de Janeiro de 2020, Nikki e sua irmã Brie anunciaram no Instagram que ambas estão grávidas. Em 31 de Julho de 2020, nasceu o primeiro filho do casal.
Brianna é casada com o wrestler profissional Daniel Bryan, revelou seu envolvimento em setembro de 2013. Eles se casaram em 11 de abril de 2014. Brie deu à luz uma menina em 9 de maio de 2017, chamada Birdie Joe Danielson. Em 29 de Janeiro de 2020, Brie e sua irmã Nikki anunciaram no Instagram que ambas estão grávidas. Seu segundo filho nasceu em 1 de Agosto de 2020. 

## Filmografia
| Ano       | Nome                              | Nome no Filme  | Notas            |
| --------- | --------------------------------- | -------------- | ---------------- |
| 2002/2003 | Meet My Folks                     | Desconhecido   |                  |
| 2012      | Ridiculousness                    | Elas Mesmas    |                  |
| 2013      | Total Divas                       | Elas mesmas    | Elenco principal |
| 2014      | Confissões de um Womanizer        | Erica e Sally  |                  |
| 2015      | Os Flinstons e as Estrelas do WWE | Brie and Nikki | Voz              |
| 2016      | Total Bellas                      | Elas Mesmas    | Elenco Principal |

## No wrestling
- Movimentos de finalização

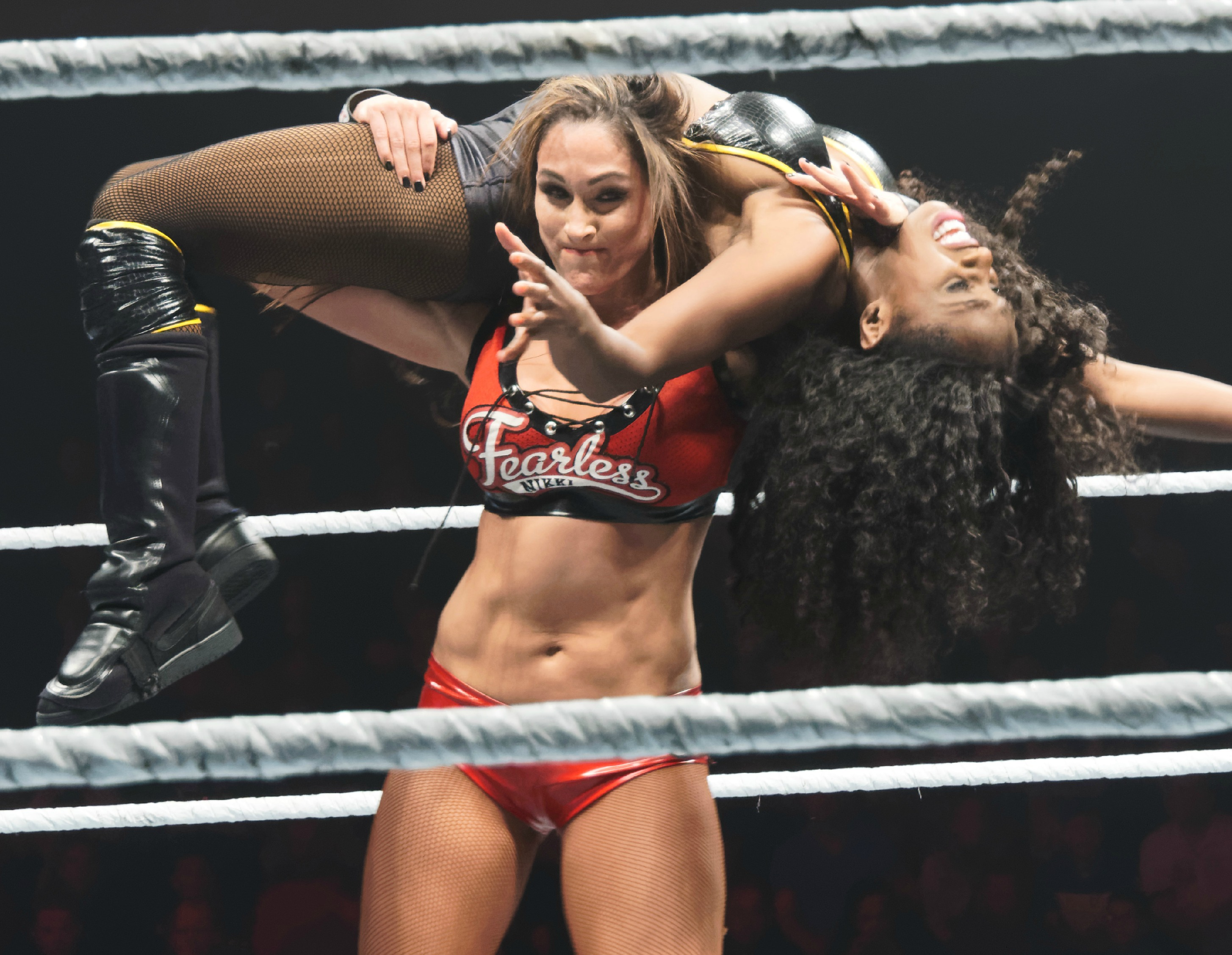
Nikki aplicando o Rack Attack em Naomi.

  - Bella Buster (Sitout Facebuster)-usado atualmente por Brie Bella
  - Rack attack- Golpe aposentado por ser a causa da lesão de Nikki
  - Twin Magic (Simultaneamente trocando de lugar quando o árbitro está distraído, muitas vezes seguido de um Bella Buster)
  - Rack Attack 2.0- Usado atualmente por Nikki Bella
- Movimentos secundários
  - Abdominal stretch
  - Diving crossbody
  - Hair-pull mat slam
  - Jumping snapmare
  - Leaping clothesine
  - Monkey flip
  - Variações de cover:
    - Roll-up
    - Schoolgirl, às vezes fora de um canto

  - Springboard arm drag
  - Snapmare, seguido por rolling neck snap
- Movimentos de finalização de Nikki
  - TKO
- Movimentos de finalização de Brie
  - "Yes!" Lock -adaptado de Daniel Bryan
  - Missile dropkick
  - Running knee na cabeça
  - Single leg boston crab

- Movimentos secundários de Nikki
  - Springboard heel kick
  - Headscissors takedown
  - Running bulldog
  - Elbow Smash
  - Albama slam
- Movimentos em equipe
  - Movimentos de finalização

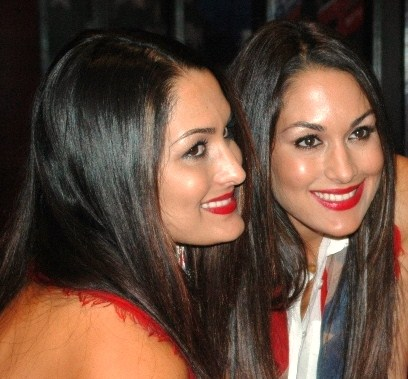
The Bella Twins no evento WWE Tribute to the Troops em Dezembro de 2011.

    - Double hair-pull mat slam seguido por double leg slam

  - Movimentos secundários
    - Double dropkick
    - Double hiptoss
- Gerentes
  - Cody Rhodes
  - Daniel Bryan
  - The Miz
  - John Morrisson
  - Carlito
  - Primo
  - Damien Sandow
  - Jerry Lawler
- Temas de entrada
  - 4ever - The Veronicas (FCW)
  - Feel My Body - WWE Production Theme
  - You Can Look But You Can't Touch - por Kim Sozzi e Jim Johnston
  - Beautiful life - Brie Bella

## Títulos e prêmios
- WWE
  - WWE Divas Championship (3 vezes) - com Brie Bella (1) e Nikki Bella (2)
  - Slammy Awards para "Divas Of The Year 2013"
  - Slammy Awards para "Casal do Ano" - para Brie Bella e Daniel Bryan
  - Slammy Awards para "Divas Of The Year 2015" para Nikki Bella